# Robert Wadlow

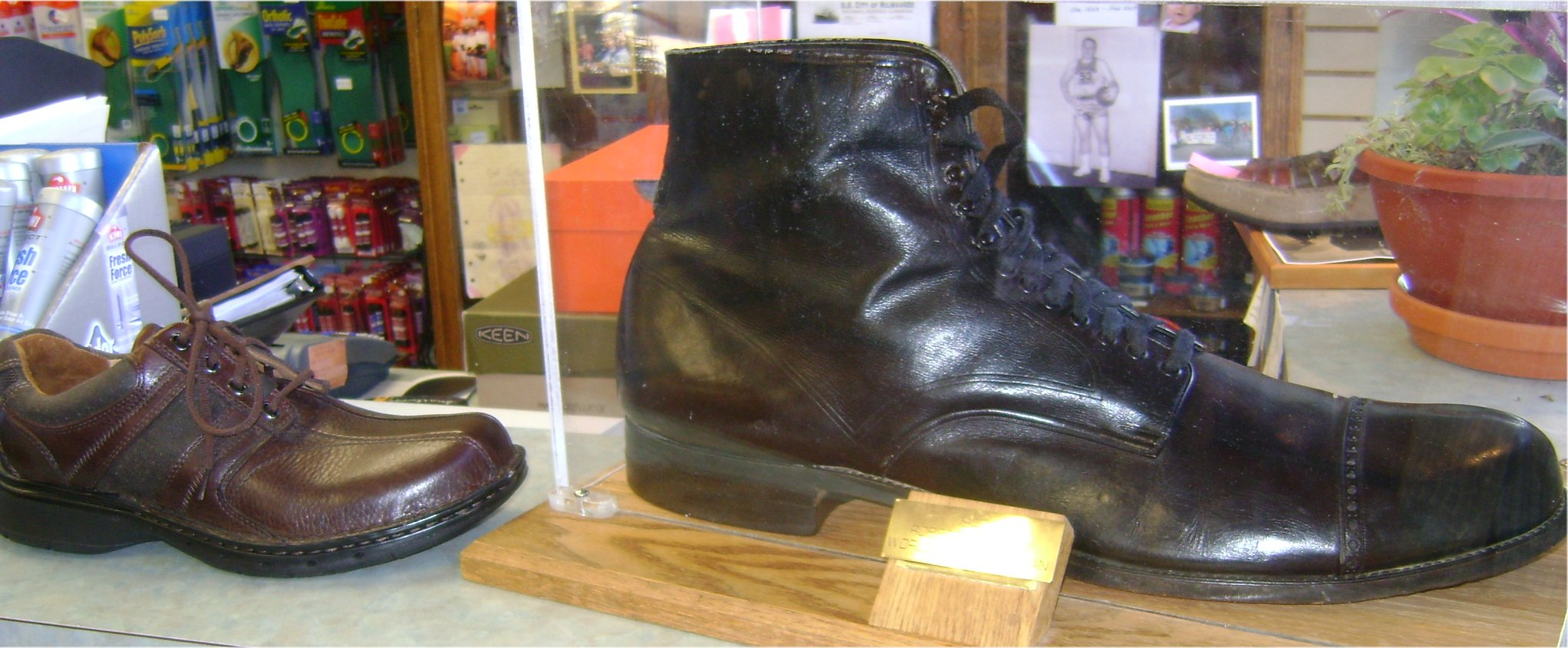
Diferencia entre un zapato normal o usual, y el zapato utilizado por Robert Wadlow.

Robert Pershing Wadlow (Alton, Illinois, Estados Unidos; 22 de febrero de 1918-Manistee, Míchigan, Estados Unidos; 15 de julio de 1940) fue el hombre más alto de la historia según el Libro Guinness de los Récords. Fue conocido también como Alton Giant, traducido como el gigante de Alton. Tenía una altura de 2,72 m (8′ 11″) y un peso de 222 kg (488 lb) cuando falleció a los 22 años. Su gran tamaño y su continuo crecimiento durante la edad adulta estaba provocado por una hipertrofia de la glándula pituitaria. No dejó de crecer hasta su muerte, por lo que se cree que de haber vivido más, es posible que hubiese alcanzado una altura mayor. Lo mismo le ocurrió a John Rogan, la persona que ostentaba el récord de persona más alta de la historia hasta ese momento, con una altura de 2,69 m (8′ 10″).

## Biografía
El mayor de cinco hermanos e hijo de Addie (de soltera, Johnson) y Harold Wadlow, nació con un peso de 3.8 kg y una estatura normal. Sin embargo, Robert pronto empezó a crecer de una forma descomunal. Tan rápido crecimiento empezó a llamar la atención ya que con 6 meses alcanzó los 14 kg, el doble que un bebé normal a esa edad. Al año ya alcanzaba los 20 kg, y seis meses más tarde 30 kg. Cuando tenía dos años medía 100 centímetros. A los cinco años alcanzó una altura de 1,69. Cuando entró a la primaria tenía que usar ropa de talla adolescente y se le habilitó un pupitre especial. A los 8 años medía 1,83 m (6′ 0″) y a los 13, 2,13 m (7′ 0″). A los 9 años podía levantar a su padre y a los 14 era ya el boy scout más alto del mundo con 2,24 m (7′ 4″), con un promedio de crecimiento de 4 pulgadas (10 cm) por año desde su nacimiento. A esa edad usaba calzado del número 25 estadounidense. Su pie era del tamaño 60 en Europa.
El tamaño comenzó a darle problemas. Necesitaba férulas para poder andar y había perdido sensibilidad en las extremidades. A pesar de estas dificultades, Wadlow nunca usó una silla de ruedas ni muletas.
El 27 de junio de 1940 (dieciocho días antes de morir) fue medido por los doctores Charles y Cyril MacBryde de la Universidad Washington en San Luis, dando una altura de 2,72 m (8′ 11″). 
En esas fechas era ya una celebridad en Estados Unidos, habiéndose popularizado durante 1936 en la gira con el circo Ringling y su gira promocional en 1938 con la INTERCO. Continuó viajando y realizando apariciones públicas, aunque en ropa de calle. Su calzado era provisto de forma gratuita por zapaterías para las que servía de publicidad.

## Muerte
El 6 de julio de 1940, mientras participaba en el festival "Manistee National Forest", una mala pisada le lastimó el tobillo, provocándole una ampolla que causó una infección. Fue hospitalizado y los médicos lo trataron con una transfusión de sangre y con cirugía de emergencia, pero su situación empeoró y el 15 de julio de 1940 murió mientras dormía a la edad de 22 años. La causa de su muerte fue atribuida a una sepsis producto de la infección.
Más de 30 000 personas acudieron a su funeral el 19 de julio. El ataúd medía 3 metros de largo, pesaba media tonelada y requirió de 12 hombres para ser llevado a hombros. Fue enterrado en una cripta de cemento sólido. Se cree que la familia de Wadlow quería asegurarse de que su cuerpo no fuese profanado ni robado tras su muerte.

## Reconocimiento
Una estatua de Wadlow de tamaño real reposa en la avenida universitaria de Alton, enfrente del Museo Alton de Arte e Historia. La estatua fue erigida en 1986 por su ciudad natal en su honor. Otra estatua suya está ubicada en el Museo Guiness en Niagara Falls (Ontario, Canadá), y otras en varios museos Ripley Believe It or Not. Se lo conoce cariñosamente como el «gigante amable».
La canción de 1998 "The Giant of Illinois", de The Handsome Family (y más tarde versionada por Andrew Bird), homenajea a Wadlow. En 2005, Sufjan Stevens grabó "The Tallest Man, the Broadest Shoulders", acerca de Wadlow, para el álbum Illinois. Un cuadro de Wadlow con su familia aparece en la contraportada de la versión VHS del recopilatorio de vídeos musicales de Talking Heads Storytelling Giant.

## Tabla de crecimiento
| Edad (años) | Estatura        | Peso               |
| ----------- | --------------- | ------------------ |
| 5           | 1,70 m (5′ 7″)  | 45 kg (99 lb)      |
| 6           | 1,83 m (6′ 0″)  | 59 kg (130 lb)     |
| 9           | 1,89 m (6′ 2″)  | 95 kg (209 lb)     |
| 10          | 1,96 m (6′ 5″)  | 99 kg (218 lb)     |
| 11          | 2,08 m (6′ 10″) | 102 kg (224 lb)    |
| 12          | 2,18 m (7′ 2″)  | 105 kg (231 lb)    |
| 14          | 2,24 m (7′ 4″)  | 165 kg (363 lb)    |
| 15          | 2,39 m (7′ 10″) | 170 kg (374 lb)    |
| 16          | 2,48 m (8′ 2″)  | 180 kg (396 lb)    |
| 17          | 2,51 m (8′ 3″)  | 187 kg (411 lb)    |
| 18          | 2,54 m (8′ 4″)  | 210 kg (462,97 lb) |
| 19          | 2,59 m (8′ 6″)  | 220 kg (484 lb)    |
| 21          | 2,70 m (8′ 10″) | 199 kg (438 lb)    |
| 22          | 2,72 m (8′ 11″) | 222 kg (488 lb)    |